# Siliqua
Siliqua là một đô thị ở tỉnh Sud Sardegna, đảo Sardegna, có vị trí cách khoảng 25 km về phía tây bắc của Cagliari. Đến thời điểm ngày 31 tháng 12 năm 2004, đô thị này có dân số 4.077 và diện tích là 190,4 km².
Siliqua giáp các đô thị: Assemini, Decimomannu, Decimoputzu, Iglesias, Musei (CI), Narcao, Nuxis, Uta, Vallermosa, Villamassargia, Villaspeciosa.